# Norman Brearley
Sir Norman Brearley  (22 de diciembre de 1890 – 9 de junio de 1989) fue un piloto comercial y militar, y uno de los pioneros de la industria de aerolíneas en Australia.

## Primera etapa de su vida
Nacido en Geelong, Victoria el 22 de diciembre de 1890, Brearley se mudó a Perth, Australia Occidental en 1906.

## Carrera en la aviación

### Primera Guerra Mundial
En abril de 1915, después de realizar un aprendizaje de 5 años como mecánico, Brearley se dirigió al Reino Unido y posteriormente se alistó en el Royal Flying Corps y se formó como piloto. En el Frente Occidental, fue asignado inicialmente al No. 6 Squadron, pero se transfirió al No. 29 Squadron, donde voló cazas Airco DH.2 (incluidas patrullas voladas junto al Sargento James McCudden). Sin embargo, en noviembre de 1916 fue derribado y gravemente herido, con balas perforando ambos pulmones: aterrizó en la tierra de nadie, pero logró arrastrarse de vuelta a las líneas aliadas. Regresó a Australia Occidental para recuperarse. Posteriormente volvió a Gran Bretaña, donde se convirtió en instructor de vuelo, inicialmente en Gosport y luego como comandante de la escuela de vuelo especial en Lilbourne.

### Posguerra
Después del fin de las hostilidades, Brearley compró dos aviones Avro 504 (más un motor de repuesto), que envió a Australia. En 1921, fundó Western Australian Airways Ltd., con sede en Geraldton. Ese mismo año, se le emitió la primera licencia de piloto civil de Australia, bajo las Regulaciones de Navegación Aérea de 1921. Su licencia fue numerada como licencia No. 2, pero no había licencia No. 1 en ese momento: una licencia con ese número no se emitió hasta 1930, cuando se presentó a Amy Johnson en honor a su vuelo récord desde Londres a Australia.
En 1927, Brearley abrió la Escuela de Vuelo de Perth en Maylands. Se retiró de la aviación comercial en 1936 cuando fusionó su aerolínea con Australian National Airways.

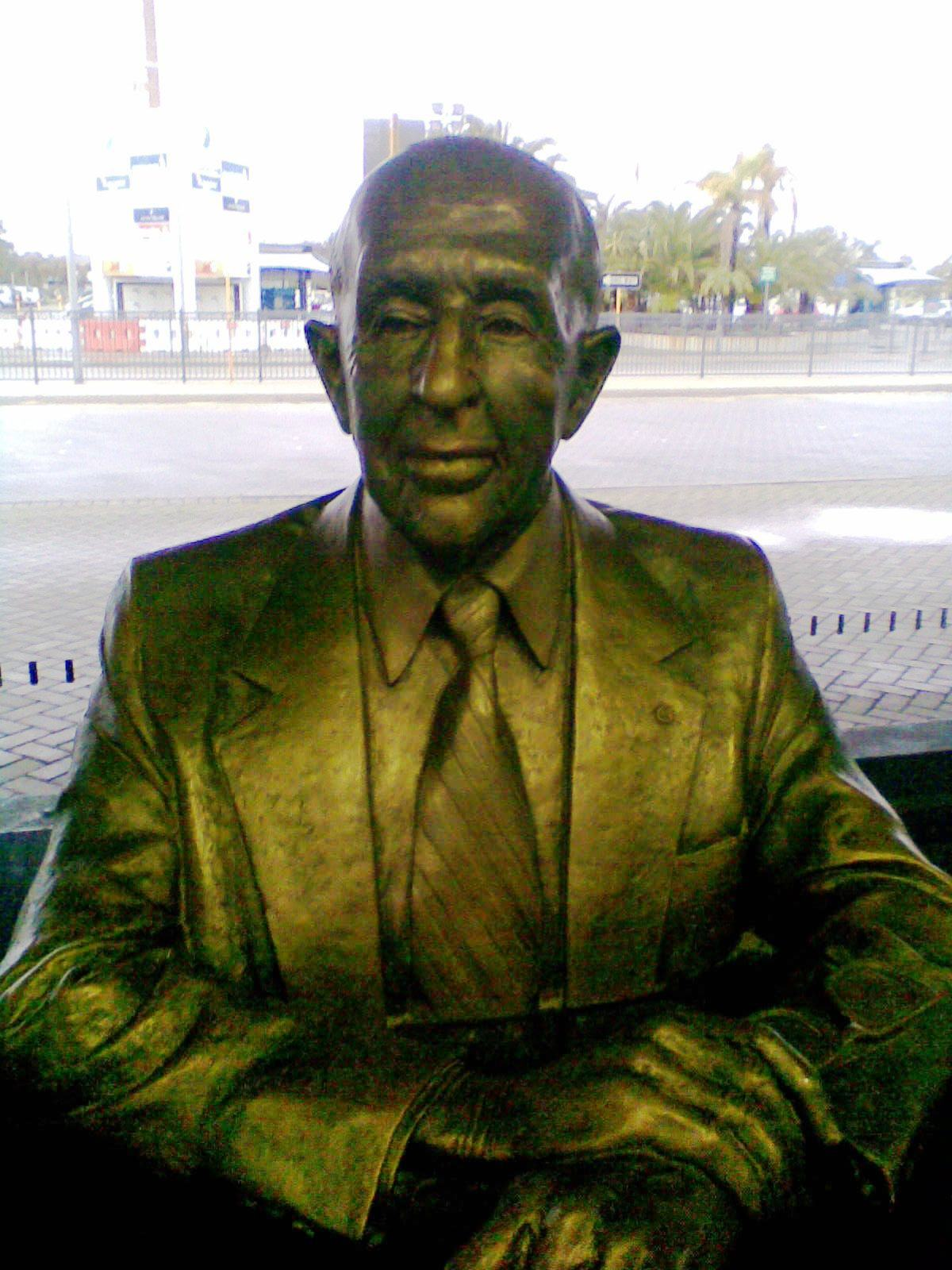
Busto de Brearley en el aeropuerto de Perth por el escultor Gerard Darwin.

## Últimos años
Brearley sirvió posteriormente en la Royal Australian Air Force durante la Segunda Guerra Mundial, comandando la No. 4 Service Flying Training School en Geraldton desde octubre de 1942 hasta marzo de 1944.
Brearley fue nombrado caballero en 1971. Falleció el 9 de junio de 1989.

## Vida personal
Brearley se casó con Violet Claremont Stubbs en Christ Church, Claremont el 5 de julio de 1917, cuando se estaba recuperando de sus heridas. Ella falleció en 1982, a los 85 años. La pareja tuvo un hijo y una hija.